# Branscombe Richmond
Branscombe Richmond, född 8 augusti 1955 i Los Angeles, är en amerikansk skådespelare, stuntman och sångare i ett band, "The Renegade Posse". I filmer är hans namn ibland skrivet Richmond Branscombe, Ranscombe Richmon eller Branscom Richmond. 
Han är 191 centimeter lång  och en före detta stuntman som mest gjort sig känd i en mängd biroller i diverse filmer och TV-serier. Richmond är talesman för motorcykelmärket Indian. Han är son till skådespelaren och stuntmannen Leo C. Richmond.

## Filmografi (urval)
- 1977 – Kentucky Fried Movie
- 1979 – Hur jag torskade i Pittsburgh
- 1979 – Rockford tar över (TV-serie) (1 avsnitt)
- 1980–1987 – Magnum (TV-serie) (5 avsnitt)
- 1980 – Par i hjärter (TV-serie) (1 avsnitt)
- 1981 – Charlies änglar (TV-serie) (1 avsnitt)
- 1983 – Maktkamp på Falcon Crest (TV-serie) (1 avsnitt)
- 1984 – Star Trek III
- 1985 – Airwolf (TV-serie) (2 avsnitt)
- 1985 – Commando
- 1985–1986 – Knight Rider (TV-serie) (2 avsnitt)
- 1985–1988 – MacGyver (TV-serie) (2 avsnitt)
- 1985–1986 – The A-Team (TV-serie) (2 avsnitt)
- 1986 – T.J. Hooker (TV-serie) (1 avsnitt)
- 1987 – Skönheten och odjuret (TV-serie) (1 avsnitt)
- 1988 – Action Jackson
- 1988 – Paradise, Vilda västern (TV-serie) (1 avsnitt)
- 1988 – Pippi Långstrump – starkast i världen
- 1989 – Baywatch (TV-serie) (1 avsnitt)
- 1989 – Tid för hämnd
- 1990 – Hard to kill
- 1991 – Curly Sue
- 1991 – Harley Davidson and the Marlboro Man
- 1991 – Lagens änglar (TV-serie) (1 avsnitt)
- 1991 – Showdown in Little Tokyo
- 1992 – Batman Returns
- 1992 – Christopher Columbus - äventyraren
- 1992–1997 – Renegade (TV-serie) (110 avsnitt)
- 1998 – Walker, Texas Ranger (TV-serie) (1 avsnitt)
- 2000 – Nash Bridges (TV-serie) (1 avsnitt)
- 2002 – The Scorpion King
- 2004 – Förhäxad (TV-serie) (1 avsnitt)
- 2005 – Desperate Housewives (TV-serie) (1 avsnitt)
- 2005 – Joey (TV-serie) (1 avsnitt)
- 2008 – Dumpad
- 2011 – Hawaii Five-0 (TV-serie) (1 avsnitt)
- 2011 – Min låtsasfru
- 2011 – Soul Surfer
- 2012 – Journey to the Mysterious Island
- 2016–2019 – Chicago Med (TV-serie) (5 avsnitt)
- 2016 – Vaiana (röstroll)
- 2022 – NCIS: Hawaiʻi (TV-serie) (1 avsnitt)